# Séamus Freeman
Séamus Freeman SAC (Mullinahone, 23 de fevereiro de 1944 — Dublin, 20 de agosto de 2022) foi prelado irlandês da Igreja Católica Romana afiliado à Sociedade do Apostolado Católico. Serviu como bispo da Diocese de Ossory, em seu país natal, de 2007 a 2016. Também serviu como reitor geral de sua sociedade, de 1992 a 2004.

## Biografia

### Juventude e formação
Nasceu na vila de Mullinahone, Condado de Tipperary, na Arquidiocese de Cashel e Emly. Era o mais velho dos oito filhos de Bridget e James Freeman. Sua família mudou-se posteriormente para Callan, Kilkenny, onde ele frequentou a escola.
Ingressou na Sociedade do Apostolado Católico em Thurles, Tipperary, e fez seus primeiros votos em 1965. Estudou filosofia na University College Dublin e teologia no Saint Patrick's College em Thurles. Foi ordenado sacerdote em 12 de junho de 1971. Logo após sua ordenação, foi enviado para a Universidade Católica da América, em Washington, Estados Unidos, para estudar psicologia. Todavia, foi convocado para Roma, Itália, não muito depois para atuar como secretário pessoal do reitor geral de sua sociedade. Retornou para Washington dois anos depois para completar seus estudos e foi graduado em psicologia.
Em 1975, foi nomeado diretor de formação e reitor da Igreja de São Silvestre em Roma. Em maio desse ano, também foi eleito membro do conselho provincial da Província Irlandesa da Sociedade. Em 1981, retornou para a Irlanda para assumir o cargo de reitor e diretor de formação da Universidade Palotina em Thurles.

### Reitorado
Delegado na assembleia-geral de sua sociedade em 1983, foi eleito para o Conselho Geral dos Palotinos em Roma por um mandato de seis anos. Em 1989, foi escolhido para ser vigário-geral. Em 1992, o Pe. Martin Juritsch, o reitor geral, caiu gravemente enfermo, e Freeman foi eleito para sucedê-lo numa assembleia extraordinária. Foi reeleito para um segundo mandato de seis anos em 1998. Numa assembleia internacional da União realizada em Roma, em dezembro de 2005, Freeman foi reeleito, por unanimidade, presidente de seu Conselho Geral de Coordenação para um mandato de três anos.
Em 1994, participou como auditor no Sínodo dos Bispos dedicado à vida religiosa. Em 28 de outubro de 2003, a Família Palotina, conhecida como União do Apostolado Católico, foi declarada associação internacional e pública de fiéis pelo Pontifício Conselho para os Leigos.
Ao fim de seu segundo mandato como reitor geral, Freeman passou um ano com a comunidade palotina irlandesa de São Silvestre em Roma, depois do que, em 7 de outubro de 2004, foi nomeado pároco da Paróquia São Vicente Pallotti em Pietralata, Roma.
O Papa Bento XVI nomeou-o bispo da Diocese de Ossory, na Irlanda, em 14 de setembro de 2007. Sua sagração episcopal e posse se deu em 2 de dezembro seguinte, na Catedral de Santa Maria, em Kilkenny, pelas mãos de Dom Diarmuid Martin, arcebispo metropolita de Dublin, auxiliado por Dom Giuseppe Lazzarotto, núncio apostólico, e por Dom Laurencce Forristal, bispo emérito de Ossory, a quem Freeman sucedeu. A diocese abrange a maioria do Condado de Kilkenny e partes dos de Laois e de Offaly, e é sufragânea de Dublin.

### Episcopado
Num artigo do jornal Irish Times de 28 de dezembro de 2010, Dom Séamus referiu-se à carta pastoral do Papa aos católicos da Irlanda, publicada em março anterior. Frisou que "o cardeal-primaz Seán Brady fez um amplo convite, pedindo às pessoas que respondam a esta iniciativa inovadora". E continuou: "Para a igreja na Irlanda, o que poderia ser mais devastador do que o rastro de destruição causado pelo abuso sexual infantil e pelas falhas relacionadas à prestação de contas?"
Segundo Dom Séamus, “mais de 3.000 pessoas contribuíram com respostas escritas à carta do Papa”. Ele acrescentou, no entanto, que, embora houvesse uma dimensão positiva nas respostas, “houve decepção porque o abuso sexual infantil não foi visto como um sintoma de deficiências na estrutura e na função da igreja na carta do Papa” e que “muitos correspondentes pediram um diálogo sobre sexualidade, celibato clerical e exclusão das mulheres (não apenas da ordenação)”. Na época, era presidente do Conselho Episcopal para Renovação Pastoral e Desenvolvimento da Fé dos Adultos. Na Conferência Episcopal Irlandesa, também foi membro do Comitê Permanente, da Comissão Episcopal para o Culto e do Conselho para os Religiosos.
Ele sofreu um pequeno derrame cerebral em setembro de 2013, numa viagem de volta do santuário em Knock, Mayo. Dois anos e meio depois, em 7 de abril de 2016, o jornal The Irish Catholic noticiou que alguns dos padres de Ossory tinham problemas em relação à gestão da diocese, como o custo de um ambicioso programa de obras na Catedral de Kilkenny, embora outros padres tenham apontado que essas obras eram absolutamente necessárias.
Numa declaração antes do referendo de 2015, que permitiu o casamento entre pessoas do mesmo sexo, Dom Séamus negou qualquer intenção de bloquear ou de negar a igualdade para os gays, acrescentando: “Votar 'Não' é simplesmente permanecer fiel ao entendimento do casamento entre um homem e uma mulher”.

### Emeritude
Em 29 de julho de 2016, o Papa Francisco acolheu seu pedido de renúncia ao ministério episcopal por motivos de saúde, não apenas o dele, como também o do bispo de Galway, Dom Martin Drennan.
Dom Séamus sofreu de demência em seus últimos anos e faleceu pacificamente aos 78 anos, na clínica Highfield Healthcare, em Dublin. Seus cadáver foi levado para a Catedral de Kilkenny, onde o então arcebispo de Dublin, Dom Dermot Farrell celebrou seus funerais em companhia do reitor geral dos palotinos, Pe. Jacob Nampudakam, SAC, e sepultado na cripta dos bispos, como manda o costume.